# Château de Warfusée
 (février 2023).
Si vous disposez d'ouvrages ou d'articles de référence ou si vous connaissez des sites web de qualité traitant du thème abordé ici, merci de compléter l'article en donnant les références utiles à sa vérifiabilité et en les liant à la section « Notes et références ».
Le château de Warfusée, sis dans le hameau homonyme, à quelques centaines de mètres du village de Stockay (Belgique), date du XVIIIe siècle. Construit en carré et entouré d’un parc agrémenté d’un étang, le château, avec ses annexes, l’orangerie et les terrains environnants, appartient à la famille d'Oultremont. Le château est classé au patrimoine immobilier exceptionnel de Wallonie.

## Histoire
Les origines de la seigneurie de Warfusée remontent au XIe siècle. Le titre est connu dès le début du XIIe siècle. Du donjon de cette époque, construit pour surveiller la vallée de la Meuse, il ne reste rien. 
Aux XIVe et XVe siècles la propriété passe en rapides successions de famille en famille. Ce sont d’abord les Haneffe, puis d’Enghien, de la Marck, de Corswaren, de Hamal, de Renesse, de Thiennes et de Bavière-Schagen.
En 1707, Marie-Isabelle de Bavière-Schagen par son mariage avec François d'Oultremont apporte le château dans la famille d'Oultremont qui le rebâtit en 1755 dans un style Louis XV tel qu'on le connait aujourd'hui. 

## Description

### Extérieur
Une drève conduit au donjon-porche monumental, bâtiment datant de 1622, donnant accès à la cour d'honneur. Les bâtiments bordant la cour d’honneur forment un carré d’un parallélisme parfait, comme le demande le plus pur style néoclassique. Faisant face au porche, le château proprement dit est surmonté d’un clocheton abritant un carillon. Le château a été édifié par Florent d’Oultremont, frère aîné du prince-évêque de Liège, Charles-Nicolas d'Oultremont : les plans et le chantier sont confiés à Jean-Gilles Jacob. La façade du château s’ouvre sur un parc en pente douce et ayant vue sur la Meuse, distante de deux kilomètres, que le château domine de quelque 130 mètres.

### Intérieur
L’ensemble a gardé une allure de XVIIIe siècle. En particulier toute une aile est occupée par les appartements (et le souvenir) du prince-évêque avec lit à baldaquin, sièges recouverts de velours, tableaux des rois Louis XV et Louis XVI. Un autre salon est orné de tapisseries d'Audenaerde illustrant les aventures de Don Quichotte.

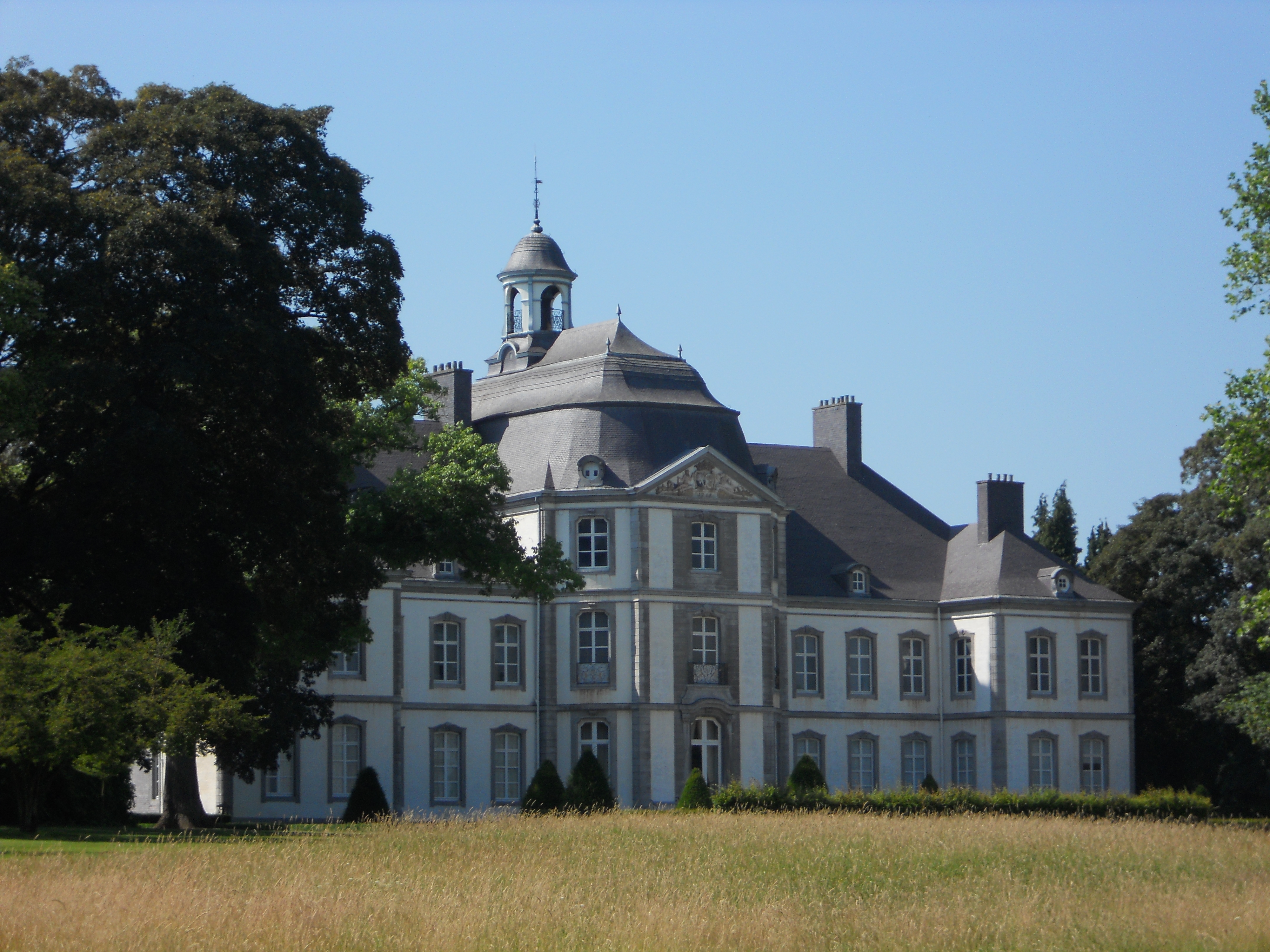
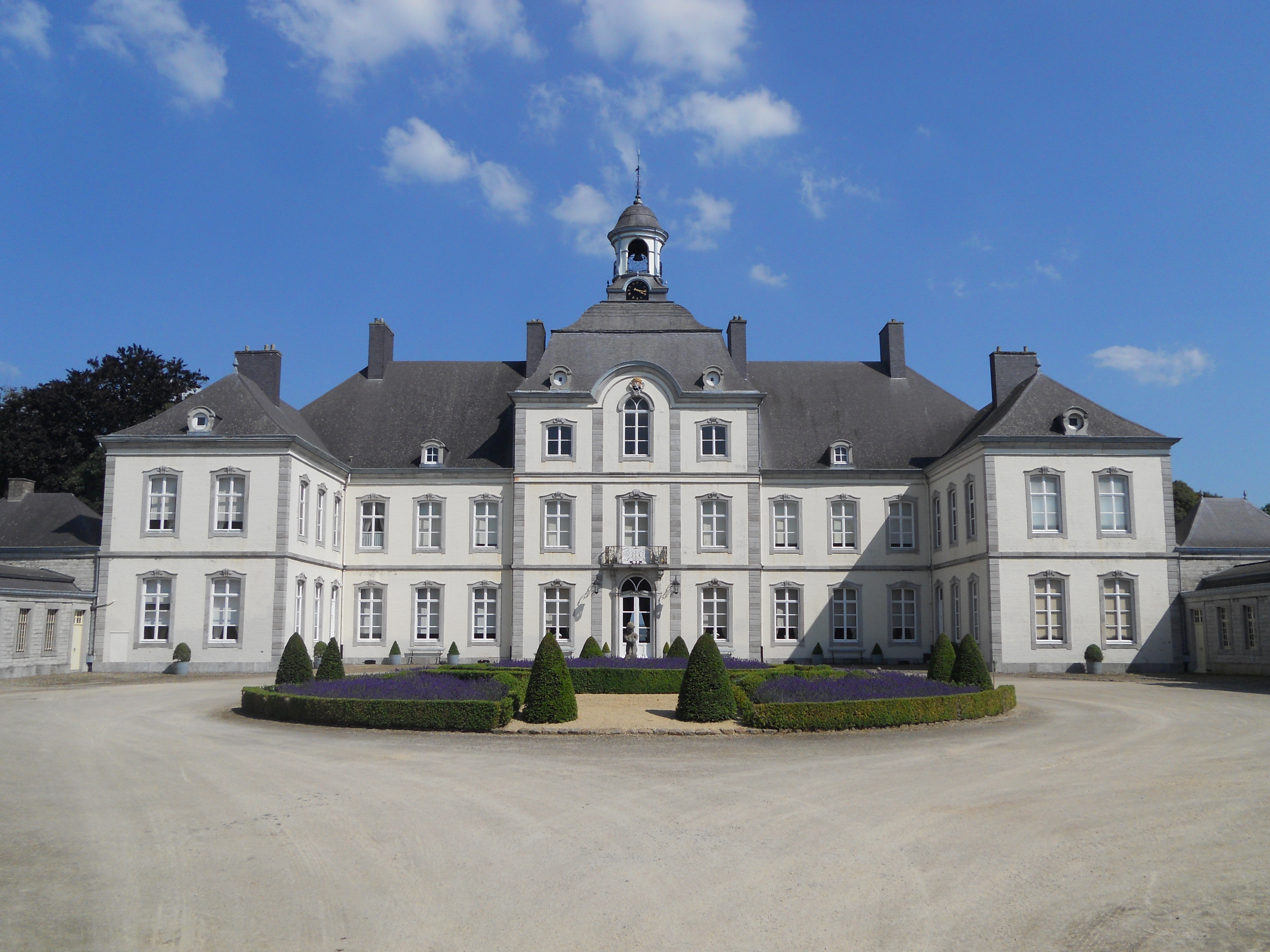

## Personnalités
- Charles-Nicolas d'Oultremont (1716-1771), prince-évêque de Liège, est né et mort à Warfusée résida toute sa vie  au château qui devint alors le centre de la vie sociale et politique de la principauté ecclésiastique de Liège.
- Émile d'Oultremont (1787-1851), membre du congrès national de Belgique, est décédé au château de Warfusée.
- La bienheureuse Émilie d'Oultremont (1818-1878) (fille du précédent), fondatrice de la Société de Marie-Réparatrice, vécut jusqu'à son veuvage en 1847 à Warfusée.